# Międzynarodowy Turniej Siatkarski Beskidy
Międzynarodowy Turniej Siatkarski Beskidy – siatkarski turniej towarzyski pod patronatem Prezydenta Miasta Bielska-Białej rozgrywany jesienią przed rozpoczęciem rozgrywek ligowych w Polsce. Pierwszy turniej odbył się w 2002 roku. Na przestrzeni lat turniej zmieniał się w swojej formie. Początkowo turniej miał formę rozgrywkową każdy z każdym, w kolejnych latach zmienił się na system mieszany aby ostatecznie przyjąć formę pucharową. Również liczba drużyn biorących udział w turniejach zmieniała się. Najwięcej ekip, zebrało się w turniejach Beskidy 2005, Beskidy 2009 oraz jubileuszowym X Międzynarodowym Turnieju Siatkarskim Beskidy 2011. Wówczas ich liczba sięgnęła 8 klubów.

## Turnieje
| Turniej | Rok  | 1. miejsce                    | 2. miejsce              | 3. miejsce                   | 4. miejsce                           |
| ------- | ---- | ----------------------------- | ----------------------- | ---------------------------- | ------------------------------------ |
| I       | 2002 | Iskra Odincowo                | BBTS Bielsko-Biała      |                              |                                      |
| II      | 2003 | KP Polska Energia Sosnowiec   |                         |                              | BBTS Bielsko-Biała                   |
| III     | 2004 | VK Czeskie Budziejowice       | BBTS Bielsko-Biała      |                              |                                      |
| IV      | 2005 | Danzas DHL Ostrawa            | VK Czeskie Budziejowice | Jadar Radom                  | BBTS Siatkarz-Original Bielsko-Biała |
| V       | 2006 | VK Czeskie Budziejowice       | Płomień Sosnowiec       | DHL Ostrawa                  | Delecta/Chemik Bydgoszcz             |
| VI      | 2007 | VK Czeskie Budziejowice       | Płomień Sosnowiec       | BBTS Bielsko-Biała           | KS Poznań                            |
| VII     | 2008 | VK Jihostroj České Budějovice | JMP Brno                | Gwardia Wrocław              | Trefl Gdańsk                         |
| VIII    | 2009 | Slavia Havirov                | VK Ceske Budejovice     | Sparkasse Hartberg           | Praga Volleyball                     |
| IX      | 2010 | Benátky nad Jizerou           | BBTS Bielsko-Biała      | Energetyk Jaworzno           | VK Slávia Svidník                    |
| X       | 2011 | BBTS Bielsko-Biała            | VK Slávia Svidník       | Energetyk Jaworzno           | Cuprum Lubin                         |
| XI      | 2012 | Kęczanin Kęty                 | VK Slávia Svidník       | MKS Będzin                   | Energetyk Jaworzno                   |
| XII     | 2013 | Cerrad Czarni Radom           | BBTS Bielsko-Biała      | VK Ostrava                   | MKS BANIMEX Będzin                   |
| XIII    | 2014 | BBTS Bielsko-Biała            | MKS BANIMEX Będzin      | SK Posojilnica Aich/Dob      | KS ALURON Warta Zawiercie            |
| XIV     | 2015 | BBTS Bielsko-Biała            | VK Spartak Komárno      | Volejbal Brno                | VK Ostrava                           |
| XV      | 2016 | BBTS Bielsko-Biała            | Jastrzębski Węgiel      | Aluron Virtu Warta Zawiercie | VKP Bystrina SPU Nitra               |
| XVI     | 2017 | GKS Katowice                  | BBTS Bielsko-Biała      | VKP Bystrina SPU Nitra       | VK Ostrava                           |
| XVII    | 2018 | MCKiS Jaworzno                | BBTS Bielsko-Biała      | VK Ostrava                   | VK Slávia Svidník                    |
| XVIII   | 2019 | MCKiS Jaworzno                | BBTS Bielsko-Biała      | VK Ostrava                   | VK Slávia Svidník                    |
| XIX     | 2020 | Turniej odwołany              | Turniej odwołany        | Turniej odwołany             | Turniej odwołany                     |

## Odwołanie XIX turnieju
Turniej miał odbyć się 5 września 2020. Miały w nim wziąć udział następujące drużyny: BBTS Bielsko-Biała, MCKiS Jaworzno oraz VK Osmos Prievidza. Ze względu na sytuację epidemiczną drużyna ze Słowacji zrezygnowała z przyjazdy na zawody. Wobec niemożności znalezienia zespołu, który mógłby w tym czasie zagrać w turnieju organizatorzy byli zmuszeni odwołać imprezę.